# Віллербанн
Віллерба́нн (Війєрба́н; фр. Villeurbanne) — місто та муніципалітет у Франції, у регіоні Овернь-Рона-Альпи, департамент Рона. Населення — 156 928 осіб (01.01.2021).
Муніципалітет розташований на відстані близько 400 км на південний схід від Парижа, 4 км на схід від Ліона.

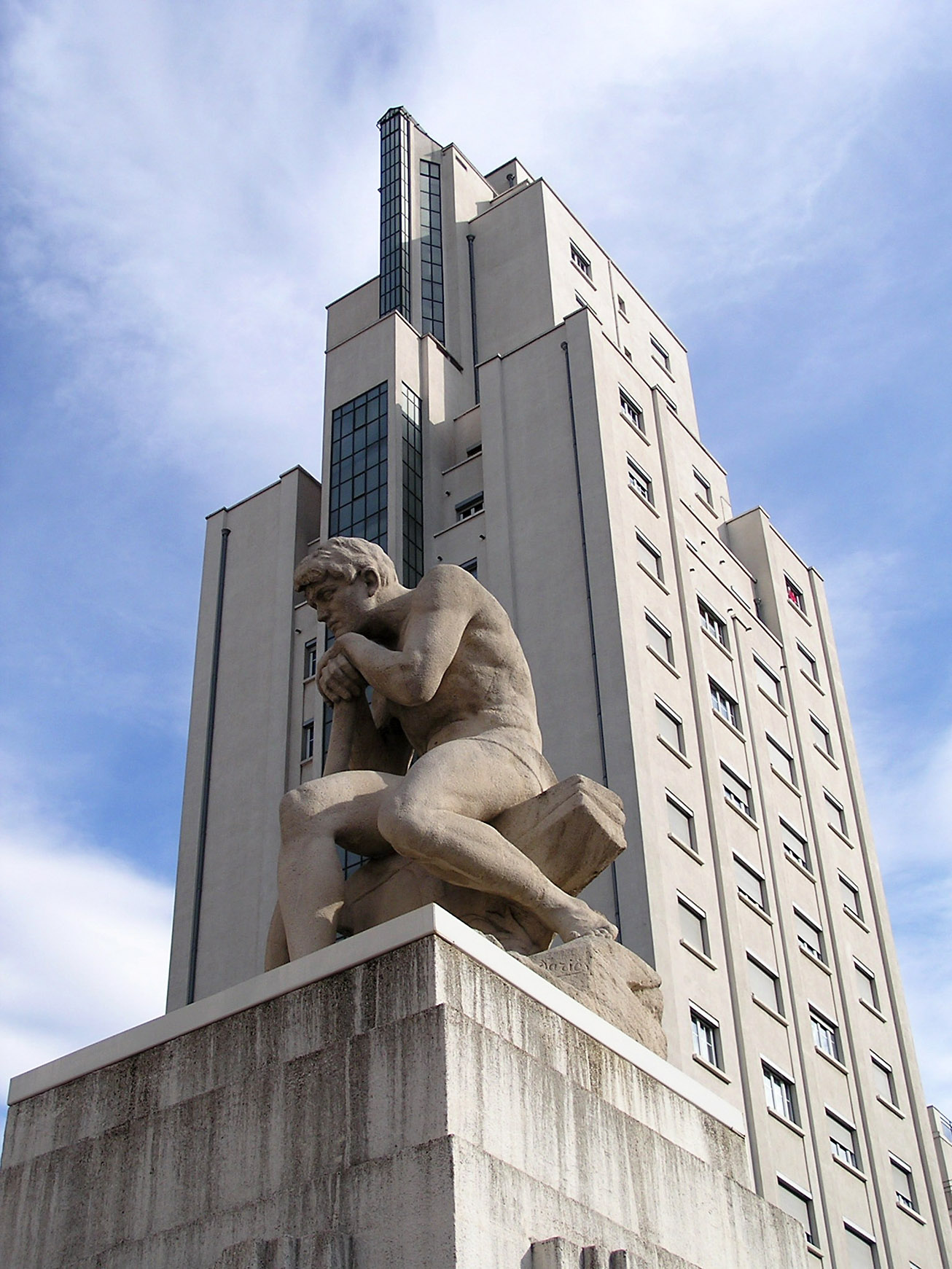

## Історія
До 2015 року муніципалітет перебував у складі регіону Рона-Альпи. Від 1 січня 2016 року належить до нового об'єднаного регіону Овернь-Рона-Альпи.

## Демографія
Динаміка населення ( ):

## Економіка
2010 року серед 100 477 осіб працездатного віку (15—64 років) 71 563 були активними, 28 914 — неактивними (показник активності 71,2%, у 1999 році було 68,1%). З 71 563 активних мешканців працювало 61 658 осіб (31 183 чоловіки та 30 475 жінок), безробітними було 9905 (5000 чоловіків та 4905 жінок). Серед 28 914 неактивних 16 701 особа була учнем чи студентом, 5009 — пенсіонерами, 7204 були неактивними з інших причин.

У 2010 році в муніципалітеті числилось 64452 оподатковані домогосподарства, у яких проживали 140001,0 особи, медіана доходів виносила 17 619 євро на одного особоспоживача

## Уродженці
- Амос Юга (*1992) — центральноафриканський футболіст, півзахисник.

## Галерея зображень

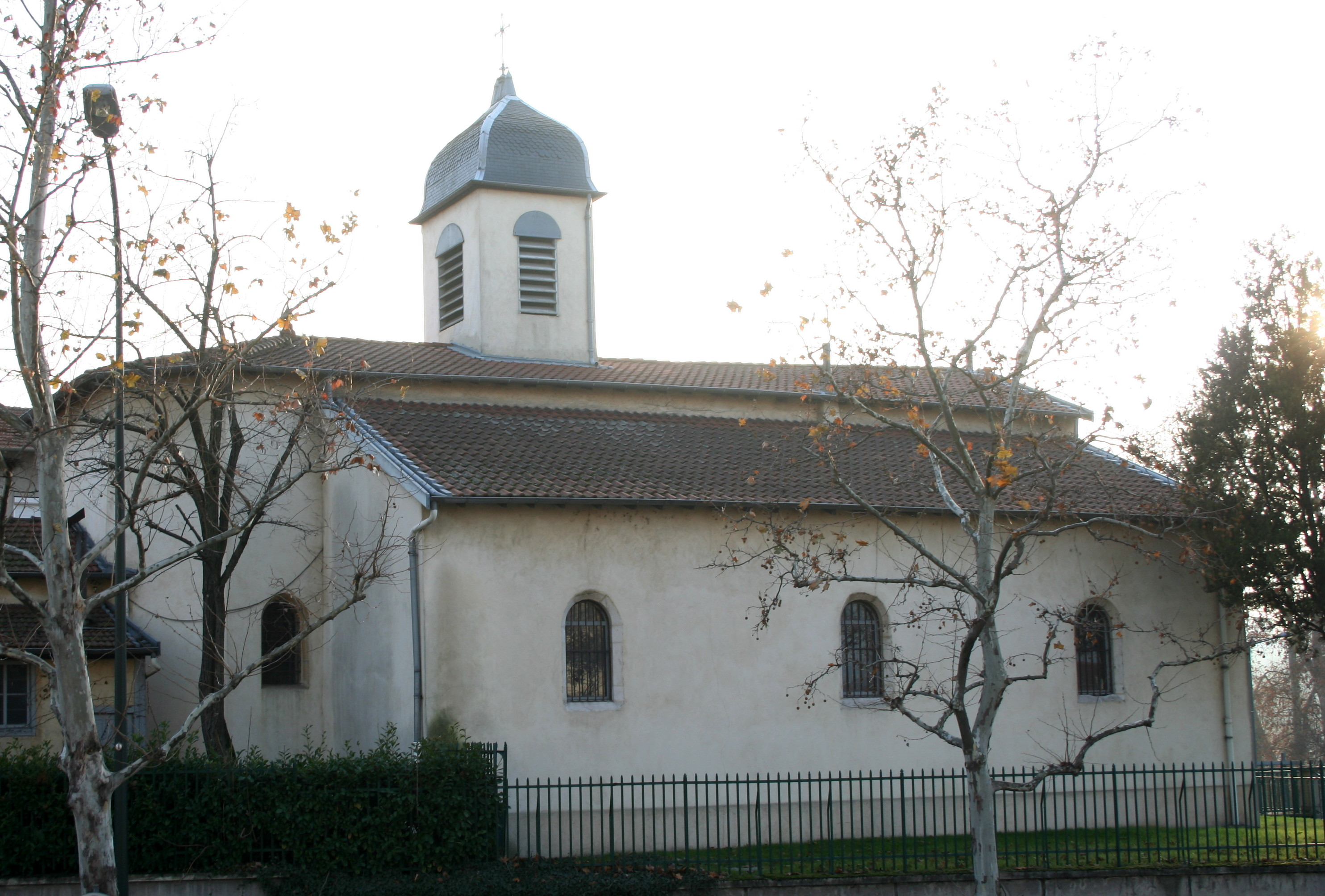
Église Saint-Athanase,  anciennement Saint-Julien de Cusset, un des plus anciens monuments de Villeurbanne, qui a vu l'élection de la première municipalité et du premier maire de Villeurbanne, le 14 février 1790.
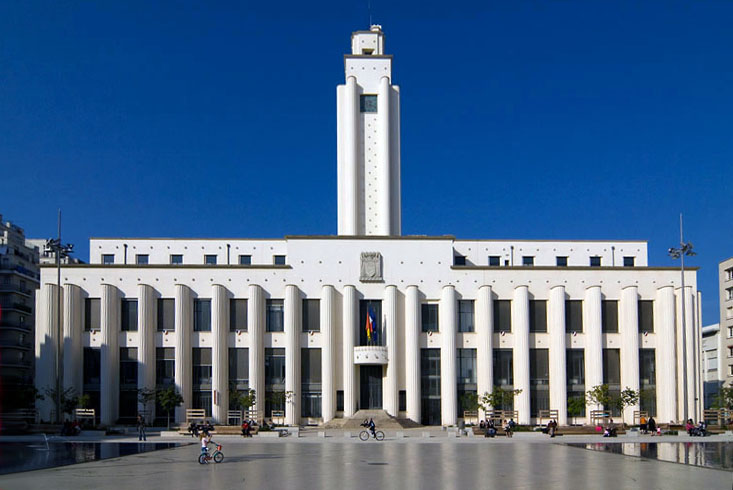
La place Lazare-Goujon et l’hôtel de Ville
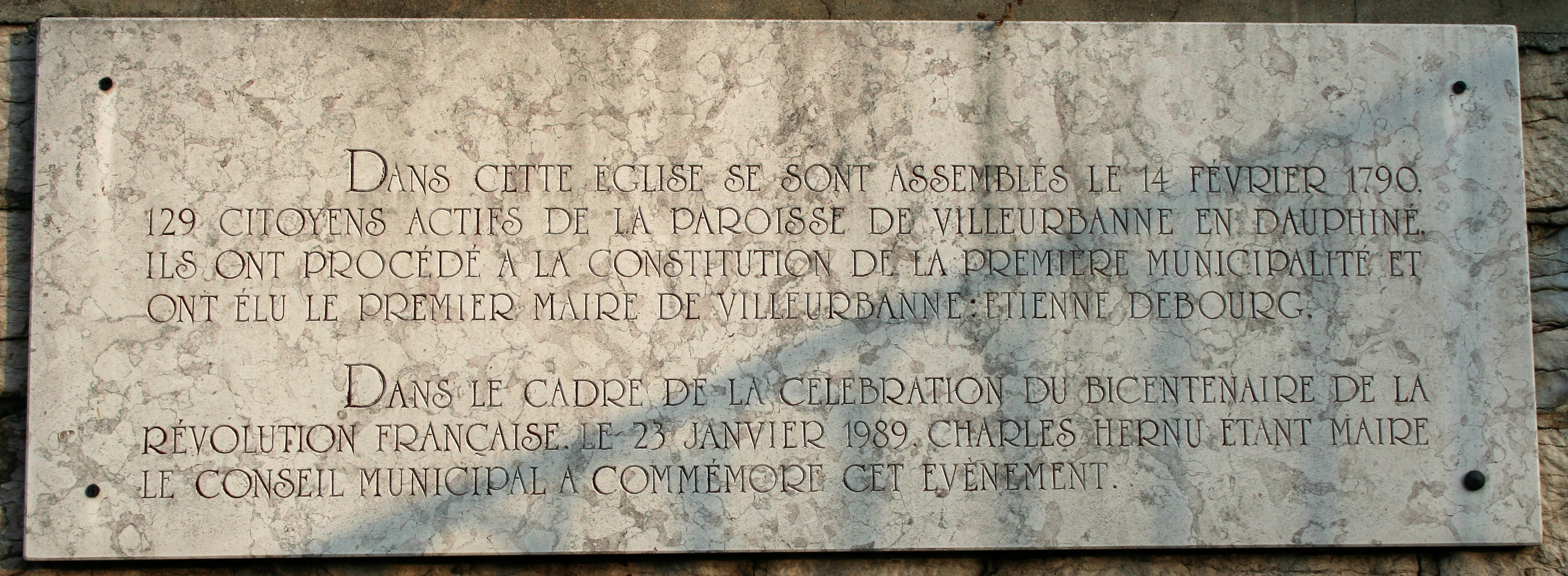
Plaque sur l'église Saint-Athanase, anciennement Saint-Julien de Cusset, commémorant l'élection du premier maire de Villeurbanne
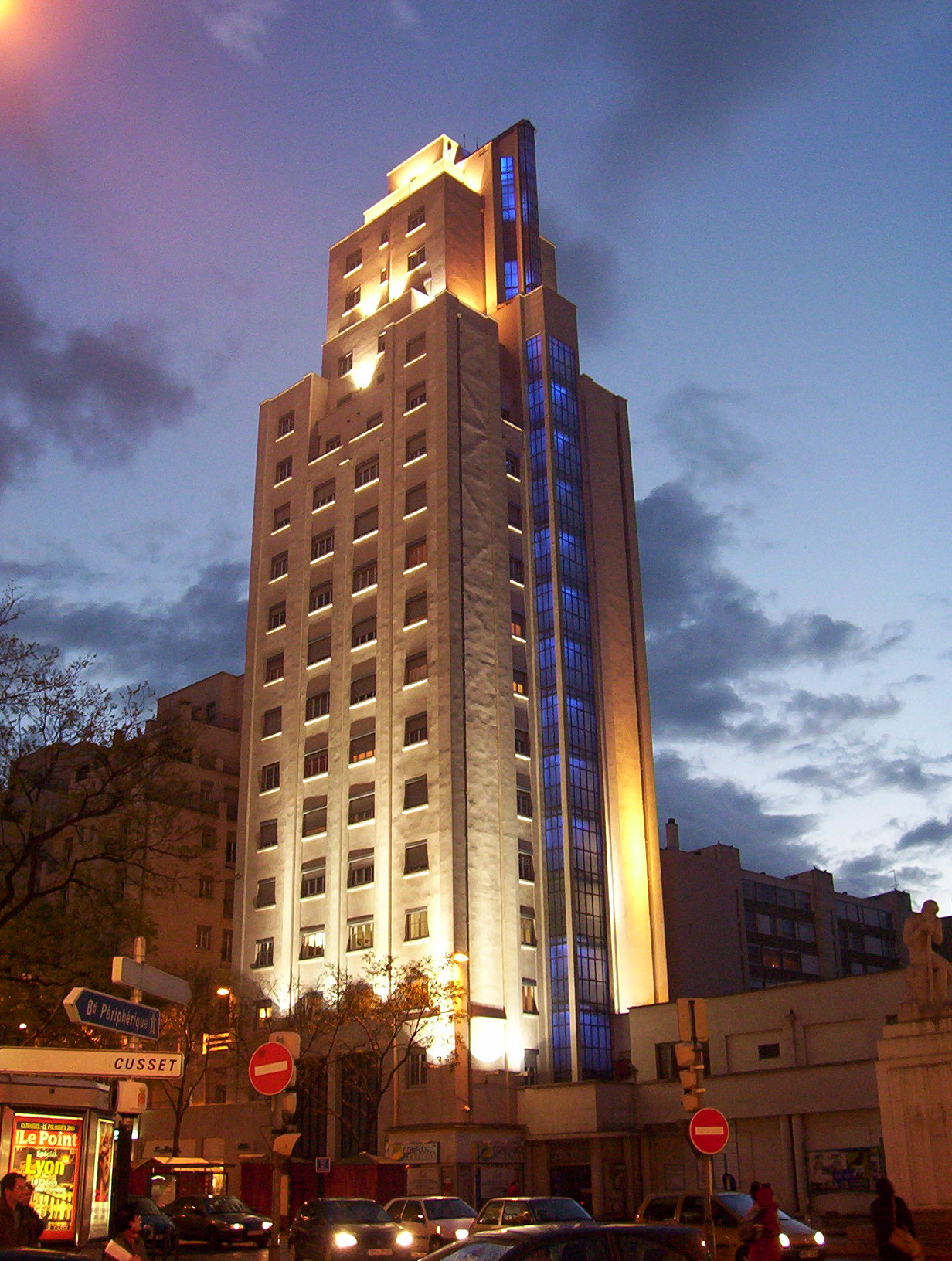
Gratte-ciel de 1934
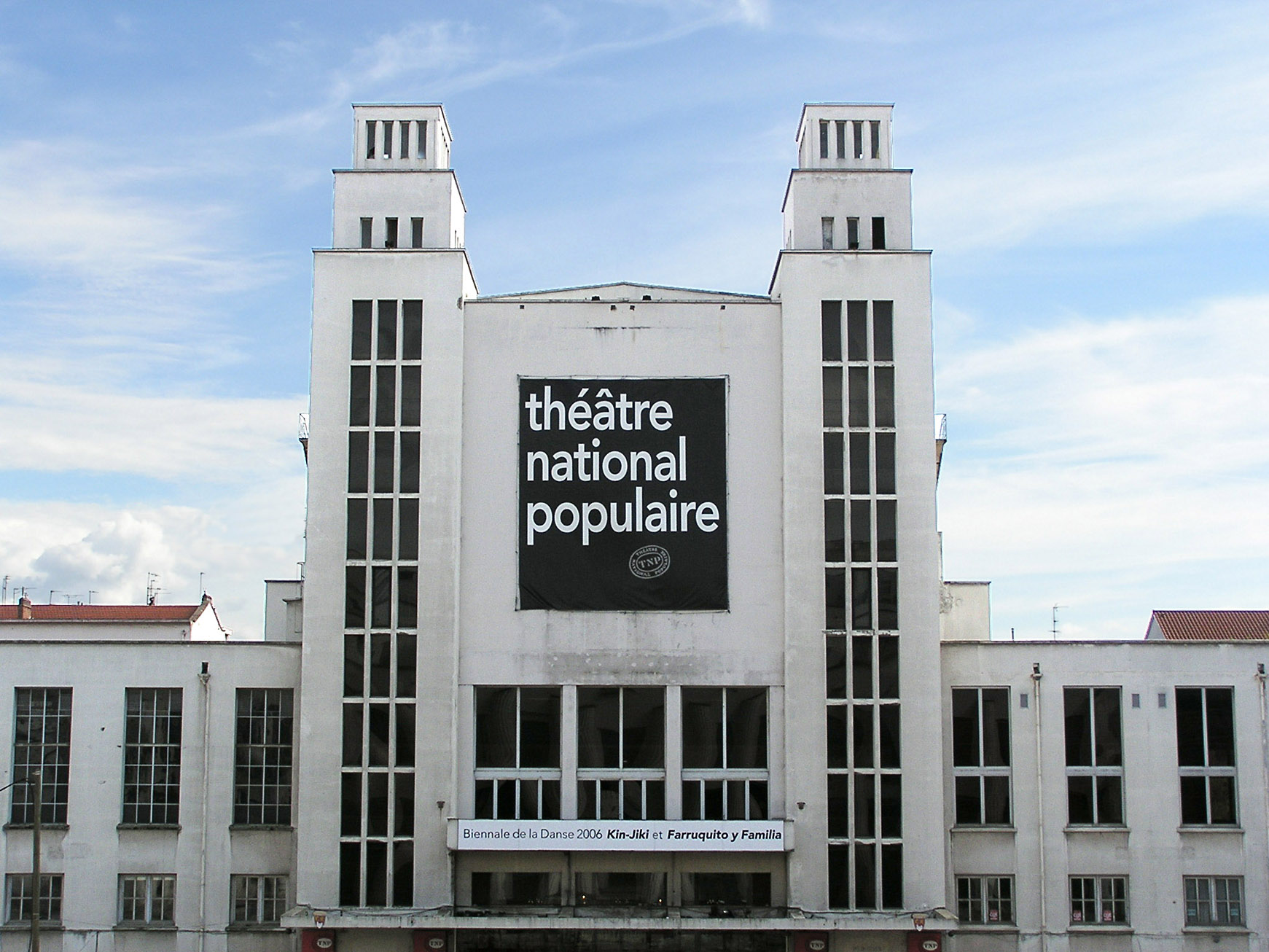
Le palais du Travail abritant le Théâtre national populaire, place Lazare-Goujon